# Karolina Kuzema
Karolina Teresa Kuzema (dawniej Baca-Pogorzelska) (ur. 17 kwietnia 1983) – polska dziennikarka, specjalistka w branży górniczej i energetycznej. Od marca 2022 na Ukrainie, skąd relacjonuje rosyjską agresję.

## Życiorys
Pochodzi z Jaworzna. Ukończyła studia na Wydziale Dziennikarstwa i Nauk Politycznych Uniwersytetu Warszawskiego, broniąc w 2007 na kierunku dziennikarstwo pracę magisterską poświęconą Dariuszowi Fikusowi.
Od 1997 roku pracowała w „Dzienniku Wschodnim”, następnie była dziennikarką „Tygodnika Lubelskiego” (2001–2002). Przez kilka miesięcy współpracowała także z „Galą”. Od 2003 do 2016 roku pracowała w „Rzeczpospolitej”; początkowo w dziale miejskim. Od 2007 roku zajmuje się tematyką górnictwa węglowego. Od 2012 jest inżynierem górniczym III stopnia, a od 2015 – II stopnia (górnikami byli także jej pradziadek i dziadek). Publikowała w serwisie energetyka24.com. Od 2016 do 2019 roku pracowała w „Dzienniku Gazecie Prawnej”, gdzie publikowała materiały dotyczące górnictwa i energetyki. Współpracuje także od 2016 roku z serwisem biznesalert.pl.
W lutym 2021 dołączyła do zespołu Outriders, gdzie kierowała realizacją pełnometrażowego filmu dokumentalnego o zmierzchu górnictwa węglowego. Prowadziła podcast Outriders Power. Od 10 marca 2022 do końca 2023 roku Baca-Pogorzelska związana była z tygodnikiem „Wprost”, dla którego relacjonowała wojnę w Ukrainie.
Od października 2017 wraz z Michałem Potockim współautorka serii publikacji o eksporcie ukraińskiego antracytu przez separatystów z Donbasu do Polski i innych państw Unii Europejskiej.

## Książki
Wraz z fotografem Tomaszem Jodłowskim wydała trzy książki:
- Drugie życie kopalń (Wydawnictwo Tartak Wyrazów, Warszawa 2013, ISBN 978-83-937996-0-2)
- Babska szychta (Wydawnictwo Tartak Wyrazów, Warszawa 2014, ISBN 978-83-937996-8-8)[2]
- Ratownicy. Pasja zwycięstwa (wyd. Cinematix Studio, 2015 ISBN 978-83-941946-0-4)

8 kwietnia 2020 r. nakładem wydawnictwa Czarne ukazała się książka Bacy-Pogorzelskiej i Potockiego o imporcie antracytu z okupowanego Donbasu Czarne złoto. Wojny o węgiel z Donbasu.

## Nagrody
Laureatka m.in. konkursów Głównego Instytutu Górnictwa (2008) i Wyższego Urzędu Górniczego (Karbidka 2011 i 2012). W 2018 zdobyła trzecią nagrodę w konkursie „Dziennikarze dla klimatu” oraz została Osobowością Energetyki Wiatrowej (nagroda Polskiego Stowarzyszenia Energetyki Wiatrowej).
Dziennikarz Roku 2019 konkursu Platynowe Megawaty organizowanego przez TGE.
Finalistka Nagrody Dziennikarstwa Ekonomicznego Press Club Polska 2021.
Współlaureatka Polsko-Niemieckiej Nagrody im. Tadeusza Mazowieckiego za projekt Wiza Donikąd (#VisaToNowhere) Outriders i gazeta.pl
Nominowana do Nagrody Radia ZET im. Andrzeja Woyciechowskiego za 2022 za relacje wojenne z Ukrainy.
Za cykl publikacji o imporcie antracytu wydobywanego w okupowanym Donbasie otrzymała wraz z Michałem Potockim:
- nominację do nagrody MediaTory 2018[13];
- nagrodę Grand Press 2018 w kategorii dziennikarstwo specjalistyczne[14];
- Honorowe Wyróżnienie Afery Watergate Stowarzyszenia Dziennikarzy Polskich (marzec 2019)[15];
- wyróżnienie VIII Ogólnopolskiego Konkursu Dziennikarskiego im. Krystyny Bochenek (maj 2019; wyróżnienie za artykuł „Krajobraz po (nieskończonej) bitwie” będący częścią cyklu o antracycie)[16];
- Nagrodę im. Dariusza Fikusa 2019[17];
- nominację do Nagrody im. Andrzeja Woyciechowskiego za 2019 rok;
- nominację do nagrody Grand Press 2020[18].

Za akcję #UwolnicOmara i sprowadzenie do Polski syryjskich dziennikarzy była w 2020 wraz dziennikarzem Piotrem Czabanem współlaureatką nagrody specjalnej Press Club Polska oraz specjalnego, pozaregulaminowego wyróżnienia kapituły Nagrody im. Andrzeja Woyciechowskiego.